# Carrera urbana internacional Noche de San Antón
La Carrera Urbana Internacional Noche de San Antón es una carrera que tiene lugar en Jaén (Andalucía, España), el fin de semana más próximo a las Fiestas de San Antón. Es Fiesta de Interés Turístico Nacional desde 2019. Esta organizada por el Patronato Municipal de Deportes de Jaén, se disputó por primera vez en 1984 y está incluida dentro del calendario de carreras en ruta de la Real Federación Española de Atletismo, siendo desde 2003 hasta 2006 la quinta prueba más valorada en la distancia media.

## Historia
La carrera nació en 1984, con la finalidad de otorgar a la ciudad de un evento deportivo popular que acompañase a las tradicionales lumbres de muchos barrios jiennenses, por lo que se estableció que la participación fuese completamente gratuita y que ésta no exigiese el pertenecer a algún club federado de atletismo. Ese primer año la participación fue de 180 corredores, número que fue creciendo año a año hasta los más de 12.000 participantes en 2017. Además, la carrera adquirió el carácter de internacional al reunir a grandes corredores de élite, como Abel Antón, Martín Fiz, Fabián Roncero, Marta Domínguez, Rui Silva, Carla Sacramento, Moses Tanui, etc.

### Ganadores
Mientras la década de los 80 estuvo dominada por los atletas españoles, en los 90 esa tendencia se invirtió drásticamente, sucediéndose 9 años de victorias extranjeras en el apartado masculino y 15 en el femenino. En la década de los 2000 la estadística tiende a igualarse, aunque son mayoritarias las victorias españolas en el cuadro masculino y las extranjeras en el femenino.
En cuanto a las estadísticas individuales, el español Juan José Rosario en el cuadro masculino y la etíope Gennet Georgis en el femenino, son los únicos atletas que han conseguido hacerse con la victoria en tres ediciones consecutivas. La portuguesa Carla Sacramento y la española Marta Domínguez también han vencido en tres ocasiones, pero en años no consecutivos.

## Características
La carrera se desarrolla en el entorno urbano de Jaén, partiendo y terminando en la Glorieta de Blas Infante, en el extremo de la Avenida de Andalucía. Los atletas corren por las calles giennenses, aún adornadas con las luces navideñas de acuerdo con el dicho de «Hasta San Antón, Pascuas son», mientras los espectadores les animan a la vez que portan antorchas, especialmente en el tramo final de la competición. Esta costumbre, derivada de las lumbres de San Antón, que a su vez se inspiran en fiestas profanas y campesinas, se ha convertido en uno de los principales iconos de la carrera, llegando a repartir el Ayuntamiento 4.000 de ellas en 2007. Tras el término de la prueba, los giennenses queman estas antorchas en las lumbres, donde se cantan melenchones y se comen rosetas.
Debido al carácter popular de la carrera, todos los atletas participantes reciben medallas y camisetas conmemorativas a su llegada a meta.

## Modalidades
La prueba se encuentra dividida en dos modalidades, de distinta longitud:

### Carrera A
La modalidad A suele tomar salida a las 19:30 y recorre aproximadamente 4 km de distancia. En ella toman parte los atletas pertenecientes a las categorías alevín (9-10 años), infantil (11-12 años) y cadete (13-14 años).
El recorrido de la prueba es llano en la mayoría de su trayecto, discurriendo principalmente por el Gran Eje (Avda. de Andalucía) y sus paralelas superiores. 
Además del trofeo, los vencedores absolutos masculino y femenino reciben como premio su propio peso en chucherías.

### Carrera B
La modalidad B toma su salida una hora después de la carrera A, y recorre unos 9 km de distancia. En esta modalidad toman parte los atletas de las categorías juvenil (16-17 años), junior (18-19 años), promesa (20-22 años), senior (23-34 años), veterano A (35-39 años), veterano B (40-44 años), veterano C (45-49 años), veterano D (50-54 años) y veterano E (>55 años). La primera línea de salida está formada por los atletas federados, que llevan los dorsales del 1 al 500, mientras que el resto de participantes se integran en una única segunda línea de salida.
El recorrido de la prueba comienza en el Gran Eje, asciende pasando por la Puerta del Ángel hasta la Plaza de Santa María, donde pasa junto al ayuntamiento y la Catedral. Desde ahí desciende por la Carrera de Bernabé Soriano y se interna en el barrio de Santa Isabel, donde comienza una bajada en zigzag hasta regresar al Gran Eje, donde se disputa el último kilómetro bajo la luz de las antorchas.
El premio destinado a los vencedores masculino y femenino de esta prueba, aparte del correspondiente trofeo, consiste en una cantidad, equivalente al propio peso del atleta, de aceite de oliva, producto característico de la provincia de Jaén.

## Ediciones
| Edición | Año  | Ganador Masculino (Carrera B)     | Ganadora Femenina (Carrera B)      |
| I       | 1984 | Juan José Rosario - España        | Eva Cazalilla - Senegal            |
| II      | 1985 | Juan José Rosario - España        | Laura Blanco - España              |
| III     | 1986 | Juan José Rosario - España        | Laura Blanco - España              |
| IV      | 1987 | José Luis González - España       | Asunción Sinovas - España          |
| V       | 1988 | Luis Adsuara - España             | Carmen Mingorance - España         |
| VI      | 1989 | Suleman Nyambui - Tanzania        | Anne Midler - Gales                |
| VII     | 1990 | John Sally - Inglaterra           | Anne Midler - Gales                |
| VIII    | 1991 | Ondoro Osoro - Kenia              | Susan Sirma - Kenia                |
| IX      | 1992 | William Koech - Kenia             | Rosa Mota - Portugal               |
| X       | 1993 | Paul Bitok - Kenia                | Yelena Románova - Rusia            |
| XI      | 1994 | William Sigei - Kenia             | Albertina Dias - Portugal          |
| XII     | 1995 | Moses Tanui - Kenia               | Derartu Tulu - Etiopía             |
| XIII    | 1996 | Joseph Kimani - Kenia             | Lucia Subano - Kenia               |
| XIV     | 1997 | David Chelule - Kenia             | Gennet Georgis - Etiopía           |
| XV      | 1998 | Isaac Viciosa - España            | Gennet Georgis - Etiopía           |
| XVI     | 1999 | Manuel Pancorbo - España          | Gennet Georgis - Etiopía           |
| XVII    | 2000 | Manuel Pancorbo - España          | Hareg Sidelil - Etiopía            |
| XVIII   | 2001 | Alberto García - España           | Leah Malot - Kenia                 |
| XIX     | 2002 | Alberto García - España           | Carla Sacramento - Portugal        |
| XX      | 2003 | Isaac Viciosa - España            | Carla Sacramento - Portugal        |
| XXI     | 2004 | Rui Silva - Portugal              | Marta Domínguez - España           |
| XXII    | 2005 | Zersenay Tadesse - Eritrea        | Carla Sacramento - Portugal        |
| XXIII   | 2006 | José Ríos - España                | Marta Domínguez - España           |
| XXIV    | 2007 | Zersenay Tadesse - Eritrea        | Nebiat Habtemariam - Eritrea       |
| XXV     | 2008 | Yonas Kifle - Eritrea             | Marta Domínguez - España           |
| XXVI    | 2009 | Isaac Shibatu - Eritrea           | Fortuna Zegergish - Eritrea        |
| XXVII   | 2010 | Amanuel Mesel - Eritrea           | Marisa Barros - Portugal           |
| XXVIII  | 2011 | Cutbert Nyasango - Zimbabue       | Soud Kambouchia - Marruecos        |
| XXIX    | 2012 | Sebastián Martos - España         | Esther Hidalgo - España            |
| XXX     | 2013 | Antonio Jiménez Pentinel - España | Esther Hidalgo - España            |
| XXXI    | 2014 | Antonio Jiménez Pentinel - España | Saïda El Mehdi - Marruecos         |
| XXXII   | 2015 | David Solís Luengo - España       | Esther Hidalgo García - España     |
| XXXIII  | 2016 | Sebastián Martos - España         | Jacqueline Martín Álvarez - España |
| XXXIV   | 2017 | Carles Castillejo - España        | Nazha Macroch - Marruecos          |
| XXXV    | 2018 | Carles Castillejo - España        | Nazha Macroch - Marruecos          |
| XXXVI   | 2019 | Mohamed Abdeselam - España        | Carolina Robles - España           |